# The Good Times
The Good Times, album av Neil Sedaka, utgivet 1986 på skivbolaget Precision Records och det är producerat av Neil Sedaka.
Detta var Sedakas första album med egna låtar sedan Now från 2001. Förutom på nyinspelningen av "The Hungry Years" är samtliga texter skrivna av Sedakas dotter Dara Sedaka.
LP:n har inte (2007) återutgivits på CD.

## Låtlista
1. Love Made Me Feel This Way (Neil Sedaka/Dara Sedaka)
2. Sweet Dreams Of You (Neil Sedaka/Dara Sedaka)
3. Rosarita (Neil Sedaka/Dara Sedaka)
4. The Hungry Years (Neil Sedaka/Howard Greenfield)
5. Wonderful World Of Love (Neil Sedaka/Dara Sedaka)
6. The Good Times (Neil Sedaka/Dara Sedaka)
7. Let Me Walk With You Again (Neil Sedaka/Dara Sedaka)
8. Paint Me Again (Neil Sedaka/Dara Sedaka)
9. Tomorrow Never Came (Neil Sedaka/Dara Sedaka)